# Angostura
L'angostura (Angostura trifoliata), és un arbre perenne de la família de les rutàcies originàri de Colombia i Veneçuela. La seva escorça conté olis essencials i és utilitzada com a medicinal i com a aromatitzant.

## Història
Aquesta planta ja era coneguda a Espanya i Europa per diversos botànics. La major difusió va ser a partir dels caputxins catalans d'Angostura (Orinoco-Caroní), que l'exportaven als seus convents germans de la península Ibèrica.
Quan Humbold i Bonpland van visitar aquestes missions dels Caputxins van poder comprovar que la veritable escorça d'angostura l'obtenien els monjos a partir de la Trifoliata. Humbold va recomanar batejar el nom de la planta amb el del seu amic Bonpland (d'aquí el nom Bonplandia trifoliata).

## Descripció
És un arbre d'uns 15 a 25 m d'altura amb fulles trilobulades de fins a 6 dm de llargària, de desagradable i picosa fragància, sobre llargs pecíols; les fulles són ovolanceolades, sèssils, punxegudes i tenen punts blancs en el feix.
Les flors sorgeixen en llargs raïms axil·lars, de color blanc i amb plomalls vellosos en la part exterior. L'escorça és de color marró-gris, no obstant això, s'utilitza en un nombre d'uns altres amargs aromàtics, tals com els Amargs d'Abbott.

## Propietats
La planta angostura (Galipea officinalis, Angostura trifoliata) té forma similar a un arbust i ha estat estudiada pel seu potencial antibiòtic i activitat citotòxica (destrueix les cèl·lules). Es considera que la seva escorça és la font principal d'aquestes propietats medicinals.
Encara que l'arbre de l'angostura i el licor amarg d'Angostura® comparteixen gairebé el mateix nom, el licor "amarg" va ser nomenat en honor de la ciutat d'Angostura, Veneçuela, és a dir, que la fórmula propietària no estaria fent ús en els seus ingredients de l'Angostura trifoliata.

### Usos
L'escorça té propietats medicinals.
- S'usa com a tònic amarg, herba aromàtica, estimulant respiratori, estomacal, febrífug, carminatiu. En dosis altes també és una mica vomitiva i laxant (anti-diarreics i anti-espasmòdics).
- En tractaments de gastritis cròniques, dispèpsia, manca d'apetit, hipo-acidesa gàstrica.
- En cocteleria és molt apreciada, perquè és l'ingredient principal de begudes tipus Bíter, és a dir: beguda alcohòlica aromatitzada amb essències d'herbes amb un sabor amarg.
- Els indis fan ús de l'escorça amb pols d'aspersió dins l'aigua, que s'utilitza per atordir als peixos.

## Taxonomia
Angostura trifoliata va ser descrita per (Willd.) T.S.Elias i publicada a Taxon 19:575. (1970)
Sinonímia
| - Bonnetia trifoliata Walp. (1842) - Bonplandia angostura Rich. (1811) - Bonplandia angostura Spreng. (1824) - Bonplandia candolleana Spreng. (1824) - Bonplandia cuneifolia Spreng. (1824) - Bonplandia trifoliata Willd. (1802) - Cusparia angostura (Rich.) A.Lyons (1900) - Cusparia febrifuga Humb. Ex-DC. (1822) - Cusparia febrifuga Humb. (1807) | - Cusparia officinalis Engl. (1896) - Cusparia trifoliata (Willd.) Engl. (1874) - Galipea corymbosa Spreng. (1827) - Galipea cusparia A.st.-Hil. Ex-DC. (1824) - Galipea officinalis J.Hancock (1829) - Galipea trifoliata (Willd.) H.Karst. (1895) - Portenschlagia trifoliata Pohl ex-Engl. (1874) - Sciuris officinalis Oken (1841) - Bonplandia trifoliata Willd. basiònim (1804) |

## Nom comú
- Català: angostura, Angostura, cuspa, cuspare, quina, galipea o chuspa.[8]